# Kerstin Ekman (politiker)
Kerstin Margareta Ekman, född Carlson 8 juli 1929 i Gustav Vasa församling i Stockholm, död 17 februari 2011 i Örgryte församling i Göteborg, var en svensk ingenjör och politiker (folkpartist).
Kerstin Ekman, som var dotter till en köpman i Göteborg, tog ingenjörsexamen vid Göteborgs tekniska institut 1951 och var sedan verksam bland annat på färgföretag och på SKF 1972–1979. Hon var också aktiv i bland annat Sveriges kvinnliga bilkårers riksförbund och Samfundet Sverige-Israel. Hon valdes till ledamot i Folkpartiet i Göteborgs styrelse 1974 och blev invald i Göteborgs stads fullmäktige första gången 1976.
Kerstin Ekman var riksdagsledamot för Göteborgs kommuns valkrets 1979–1991. I riksdagen var hon bland annat ledamot i bostadsutskottet (fram till 1983 kallat civilutskottet) 1981–1985 och i försvarsutskottet 1986–1991. Hon var även vice gruppledare i Folkpartiets riksdagsgrupp 1982–1991. Som riksdagspolitiker var hon främst engagerad i försvarspolitik, bostadsfrågor och miljöfrågor. Kerstin Ekman var en av de pådrivande bakom att bevara landets fyra orörda älvar.
Under åren 1986–1992 var Kerstin Ekman ledamot av Europarådet där hon var vice ordförande i juridiska utskottet och bland annat arbetade med barns rättigheter. Under den tiden demokratiserades och öppnades också Centraleuropa och hon deltog i förberedelserna för de nya centraleuropeiska demokratiernas medlemskap i rådet.
Efter valet 2002 valdes Kerstin Ekman in i kommunfullmäktige i Göteborg, där hon fortsatte sitt politiska arbete fram till sin död 2011. Hon var bland annat vice ordförande i Nämnden för Göteborg Vatten under flera år. Efter valet 2010 valdes hon till vice ordförande i Konsumentnämnden. På senare år motionerade hon om att införa en äldreombudsman, skapa ett café på Gustaf Adolfs torg och förbättra belysningen på Götaplatsen. Kerstin Ekmans sista motion handlade om att utveckla nationaldagsfirandet i Göteborg, vilket också bifölls.